# 실질이자율
실질이자율은 명목이자율과 인플레이션율을 통해 계산된 값으로, 피셔 방정식에 따르면 명목 이자율에서 인플레이션을 뺀 값인데, 이는 정확한 값이 아니라 근사값이다. 그러나 거시경제분석의 많은 경우 피셔 방정식에 의한 근사값과 실제 값이 큰 차이가 없기 때문에, 근사값을 이용하여 분석한다. 예를 들어 명목이자율이 10%이고, 인플레이션율이 5%라면 실질이자율은 5%가 된다.
실질이자율은 여러 거시경제 변수들의 변동 방향을 결정한다. 실질이자율이 높을수록 투자량이 적어지며, 낮으면 그 반대가 된다. 이 때문에 거시경제학에서 투자량 I는
{\displaystyle I=I(r)}
와 같이 표시되며, I와 r이 역의 관계를 가지기 때문에 이 함수는 우하향하는 곡선으로 표시된다.

## 같이 보기
- 인플레이션
- 디플레이션
- IS-LM 모형
- 거시경제학